# Дентергем
Дентергем (на нидерландски: Dentergem) е селище в Северозападна Белгия, окръг Тийлт на провинция Западна Фландрия. Населението му е около 8200 души (2006).